# Rhyparus multipunctatus
Rhyparus multipunctatus är en skalbaggsart som beskrevs av Renaud Maurice Adrien Paulian 1984. Rhyparus multipunctatus ingår i släktet Rhyparus och familjen Aphodiidae. Inga underarter finns listade i Catalogue of Life.